# Коломбо (хотел)
„Коломбо“ (на гръцки: «Κολόμβου», Коломву) е емблематичен исторически хотел в град Солун, Гърция.

## Местоположение
Зданието е разположено на улица „Валаоритос“, на пресечката с улица „Леон Софос“ в известния солунски квартал Франкомахала.

## История
Сградата е построена в 1922 година по проект на солунския архитект Елевтериос Пайкос, като още при построяването си е издигната с цел да бъде хотел. Разположен е в район, който е бил „квадрат” от хотели, със съседните „Авероф“, „Партенон“ и „Илисия“. Името на хотела е от улицата, на която се намира, тъй като по време на строежа улица „Валаоритос“ се нарича „Колумб“. Във видео от 70-те години на XX век хотелът изглежда вече затворен. В 1983 година е обявен за защитен обект.

## Архитектура
Сградата се състои от партер и два етажа. Партерът е предназначен за магазини, ресторанти и други развлекателни обекти. Главният вход е разположен на улица „Леондос Софос“, а фасадите са организирани във вертикални и хоризонтални зони на отвори. Декоративното решение е с колони, които поддържат балконите, фалшиви колони с капители, които отделят вертикалните зони една от друга и поддържат леко изпъкналия корниз. Характерна е сводестата конфигурация по корниза на ъгъла и последната вертикална зона. Под сводестия корниз има флорални декорации и висулки. Освен това на нивото на втория етаж има декоративни ленти. Запазена е дървената двукрила входна врата с правоъгълен капандур.